# Georg Heymann
Georg Jakob Heymann (* 10. April 1885 in Sonsbeck; † 19. Mai 1964 in Frankfurt am Main) war ein deutscher Jurist.

## Werdegang
Heymann wurde im Januar 1909 als Referendar vereidigt. Das Assessorendienstalter erreichte er am 8. Mai 1915. Ab April 1921 war er ständiger Hilfsarbeiter. Im November 1921 wurde er zum Staatsanwaltschaftsrat in Düsseldorf ernannt. Im Oktober 1926 kam er als Landgerichtsrat und zugleich Amtsgerichtsrat nach Frankfurt am Main.
Im April 1933 wurde er aufgrund seiner jüdischen Wurzeln zwangsweise beurlaubt und im Juli 1933 nach § 3 des Gesetzes zur Wiederherstellung des Berufsbeamtentums (BBG) zum November 1933 mit einem Berufsverbot belegt.
Nach dem Zusammenbruch des Dritten Reichs wurde er rehabilitiert und war Generalstaatsanwalt in Frankfurt am Main. Von 1948 bis 1951 war er stellvertretender Landesanwalt am Staatsgerichtshof des Landes Hessen.

## Ehrungen
- 1952: Großes Verdienstkreuz der Bundesrepublik Deutschland